# فيكرز فيلور
فيكرز فيلور  (بالإنجليزية: Vickers Vellore)‏ هي طائرة شحن أنتجت في المملكة المتحدة. من صناعة فيكرز المحدودة. كان أول طيران لها في 17 مايو 1928.